# Большое Третьяково
Большое Третьяково — деревня в Белозерском районе Вологодской области.
Входит в состав Глушковского сельского поселения, с точки зрения административно-территориального деления — в Глушковский сельсовет.
Расстояние по автодороге до районного центра Белозерска составляет 17 км, до центра муниципального образования деревни Глушково — 10 км. Ближайшие населённые пункты — Лукино, Малое Третьяково, Потеряево.
Население по данным переписи 2002 года — 7 человек.